# The Crimson Projekct live in Tokyo
The Crimson Projekct live in Tokyo is het enige muziekalbum van The Crimson Projekct. Die muziekgroep was een gelegenheidsband voor een beperkt aantal optredens. De naam van de band verwijst naar King Crimson, van waaruit drie leden afkomstig waren. De andere drie musici kwamen uit onderlinge samenwerkingen van de drie KC-leden. De opnamen kwamen in eerste instantie vrij via bootlegs, maar DGM, het platenlabel van King Crimson-baas Robert Fripp, bracht de opnamen uit een aantal concerten ook zelf uit. Fripp ontbrak zelf trouwens tijdens de concerten van 15 to en met 17 maart in de Club Cita in Tokio.

## Musici
- Adrian Belew – gitaar, zang
- Tony Levin – basgitaar, zang
- Pat Mastelotto – slagwerk, percussie
- Markus Reuter – gitaar, soundscapes
- Julie Slick – basgitaar
- Tobias Ralph - slagwerk

## Muziek
| Nr. | Titel                           | Duur |
| --- | ------------------------------- | ---- |
| 1.  | B’boom                          | 8:54 |
| 2.  | Thrak                           | 6:05 |
| 3.  | Frame by frame                  | 3:59 |
| 4.  | Dinosaur                        | 5:11 |
| 5.  | Industry                        | 8:35 |
| 6.  | Elephant talk                   | 4:49 |
| 7.  | Vrooom vrooom                   | 5:12 |
| 8.  | Sleepless                       | 6:12 |
| 9.  | Lark’s tongue in Aspic, part II | 6:26 |
| 10. | Indiscipline                    | 8:56 |
| 11. | Red                             | 6:11 |
| 12. | Thela Hun Ginjet                | 6:24 |